# Rivian
Rivian Automotive, Inc. је амерички произвођач електричних возила и аутомобилске технологије основан 2009. године. Производи електрична спортска теренска возила и камионете. Уз Amazon производи комби за доставу. Започео је испоруке свог камионета R1T крајем 2021. године. Од марта 2022. комби за доставу и R1S SUV су и даље у развоју. Планира да изгради мрежу за пуњење електричних возила у САД и Канади до краја 2023. године.
Седиште се налази у Ервајну, у Калифорнији, док је производни погон у Нормалу, у Илиноису. У изградњи су производни погони у Џорџији.
Прикупио је преко 13,5 милијарди долара финансирања путем ИПО фонда у новембру 2021. године.

## Развојни центар у Београду
У јулу 2022. године Rivian је отворио свој развојни центар у Београду, Rivian SE Europe.